# Крё, Софи
Софи Крё (фр. Sophie Creux, род. 8 июля 1981, Шамбери) — французская профессиональная велогонщица.

## Карьера
Софи Крё начала свою спортивную карьеру в Центре велосипедного формирования Шамбери (CCF), став частью его первой группы обучения в 2002 году. Крё провела в центре три года, с 2002 по 2004, что стало важным этапом её становления как профессиональной велогонщицы.
В университете Софи Крё обучалась на факультете физической культуры и спорта (STAPS). В июне 2005 года она успешно сдала экзамен на преподавателя физического воспитания и спорта (EPS). После этого она прошла годичную стажировку в колледже и была утверждена в должности в июне 2006 года. Во время своей спортивной карьеры она совмещала утреннюю работу в Национальном союзе школьного спорта (UNSS) с тренировками по велоспорту во второй половине дня (CCF).
После завершения спортивной карьеры в 2011 году Софи Крё сосредоточилась на профессиональной деятельности в сфере образования и спорта. Она стала директором UNSS в Савойе, где занимается организацией национальных школьных спортивных соревнований.

## Достижения

### Шоссе
Источник:
2000
 Чемпионат Франции — групповая гонка U23
2-й этап Рут де Винс а Флери
2-я на Туре Лимузена
2001
2-я на Призе города Монт-Пюжоль
2-я на Чемпионате Франции — групповая гонка U23
3-я на Женском Туре — На приз Чешской Швейцарии
3-я на Кубке Франции
 Чемпионат Европы — групповая гонка U23
2002
2-я на Трофе де гримпёр
2-я на Кубке Франции
3-я на Призе города Монт-Пюжоль
2003
Гран-при Шамбери
3-я на Туре Женевуа
3-я на Чемпионате Франции — групповая гонка U23
2005
Гран-при Шамбери
2006
3-й этап Тура де ла Дром
2-я на Гран-при Шамбери
2008
Гран-при Шамбери
2009
Приз города Монт-Пюжоль
2010
Гран-при Шамбери
2-я на Гран-при Франции
2011
Гран-при Шамбери
2014
2-я на Гран-при Шамбери

### Трек
Национальные чемпионаты
2006
2-я на Чемпионате Франции — гонка по очкам
2007
3-я на Чемпионате Франции — гонка по очкам
2009
2-я на Чемпионате Франции — гонка по очкам
3-я на Чемпионате Франции — скрэтч
2012
 Чемпионат Франции — командный спринт (с Лори Бертон)
2-я на Чемпионате Франции — командная гонка преследования
2013
- 3-я на Чемпионате Франции[фр.] — командная гонка преследования

## Рейтинги
| Год                 | 2009 | 2010  | 2011  |
| ------------------- | ---- | ----- | ----- |
| Мировой рейтинг UCI | 97-й | 245-й | 178-й |
|                     |      |       |       |
| Источник: UCI       |      |       |       |